# Maratus jactatus
Maratus jactatus es una especie de araña araenomorfa de la familia Salticidae. Sólo se han recogido especímenes de Maratus jactatus en el 'Wondul Range National Park' en el sur de Queensland, Australia. Al igual que otras arañas del género Maratus, los machos de la especie se involucran en una exhibición de cortejo, durante los cuales extienden sus "hileras de flecos" posteriores y del medio. También se extienden las "aletas" sobre su abdomen inflado, revelando escamas azules iridiscentes únicas "interrumpidas por tres bandas transversales audaces de color rojo-naranja".